# Macrocystis pyrifera
Bobulák Macrocystis pyrifera (Linnaeus) Agardh je druh hnědé řasy z monotypického rodu Macrocystis z čeledi Laminariaceae. Macrocystis pyrifera je významnou součástí kelpových lesů. Rodové jméno Macrocystis pochází z řeckého μακρός + κύστις „dlouhý, velký“ + „měch“, druhové jméno odkazuje na tvar vzduchových měchů na bázi fyloidů – z latinského pirus + *-feros „hrušky“ + „nesoucí“.

## Popis
Stélky bobuláků Macrocystis pyrifera dorůstají obřích délek – až 60 metrů. Délka stélky přesahuje hloubku, z níž chaluha vyrostla, navíc může být stélka mořským proudem vychýlena ze svislé polohy. Při dalším růstu se rozprostře při hladině. Ze spletitého systému rhizoidů (hapterů) vyrůstá kauloid, který se třikrát až čtyřikrát větví. Z terminálního fyloidu se postupně oddělují jednotlivé kopinaté fyloidy, ty jsou po obvodu pilovité, plocha fyloidu je krabatá. Každý fyloid má na bázi jeden vzduchový měch, který se postupně zvětšuje.
Sporofyt bobuláku je víceletý, jejich stáří bylo odhadnuto na 16 až 30 let.

## Druh
Carl Linné původně popsal druh v roce 1771 jako Fucus pyriferus. Carl Adolph Agardh zařadil v roce 1820 druh do rodu Macrocystis.
Původně bylo v rámci rodu Macrocystis popsáno 17 druhů. V roce 1874 je Hooker na základě morfologie čepele zařadil do jednoho taxonu Macrocystis pyrifera. V moderní době byl velký počet druhů překlasifikován na základě morfologie příchytného aparátu na tři druhy (M. angustifolia, M. integrifolia a M. pyrifera) a na základě morfologie čepele byl v roce 1986 přidán čtvrtý druh M. laevis. V letech 2009 a 2010 však dvě studie, které použily jak morfologické, tak molekulární hodnocení, prokázaly, že rod Macrocystis je monotypický (jako M. pyrifera), což je v současnosti akceptováno fykologickou komunitou (viz AlgaeBase).

### Morfy
Ačkoli je Macrocystis monotypický rod, někteří jej podle taxonomie před rokem 2010 dělí na čtyři níže popsané morfy nebo poddruhy:
- Macrocystis ‚pyrifera‘, známá jako giant kelp, nejrozšířenější druh Macrocystis,[10] vyskytující se ve středních až hlubokých vodách[11] Severní Ameriky (od Aljašky po Kalifornii), Jižní Ameriky, Jižní Afriky, Nového Zélandu a jižní Tasmánie.[12]
- Macrocystis ‚integrifolia‘ obvykle se vyskytuje v litorálu na skalách nebo v mělkém sublitorálu na skalách Britské Kolumbie, Mexika, Peru a severního Chile.[13][11][14] Na základě morfologie fyloidu a příchytného aparátu byla považována za samostatný druh.
- Macrocystis ‚laevis‘ C. H. Hay charakterizuje ji nezvykle hladký (nekrabatý) fyloid a je uváděna jen z jihozápadního Indického oceánu ze sublitorálu ostrova Marion (ostrovy prince Edvarda).[15]
- Macrocystis ‚angustifolia‘ Bory, známá jako southern giant kelp, se vyskytuje v mělkých vodách jižní Afriky a jižní Austrálie (vyjma jižní Tasmánie).[11][16][17]

## Rozšíření
Bobulák Macrocystis pyrifera žije v hlubších vodách sublitorálu (10 až 30 metrů). Je běžný podél tichomořského pobřeží Severní Ameriky: od Baja California až na sever k jihovýchodní Aljašce, vyskytuje se v pobřežních vodách Jižní Ameriky, jižní Afriky, jižní Austrálie a Nového Zélandu. V teplých tropických vodách se nevyskytuje.

## Význam
Bobulák Macrocystis pyrifera je hospodářsky významná chaluha. Jsou z ní získávány algináty (alginátový gel, alginátová vlákna, atp.) a organobromidy. Je bohatým zdrojem přírodního jodu, draslíku a dalších minerálů. Někdy je lidmi přímo konzumována, zejména fyloidy.

## Galerie

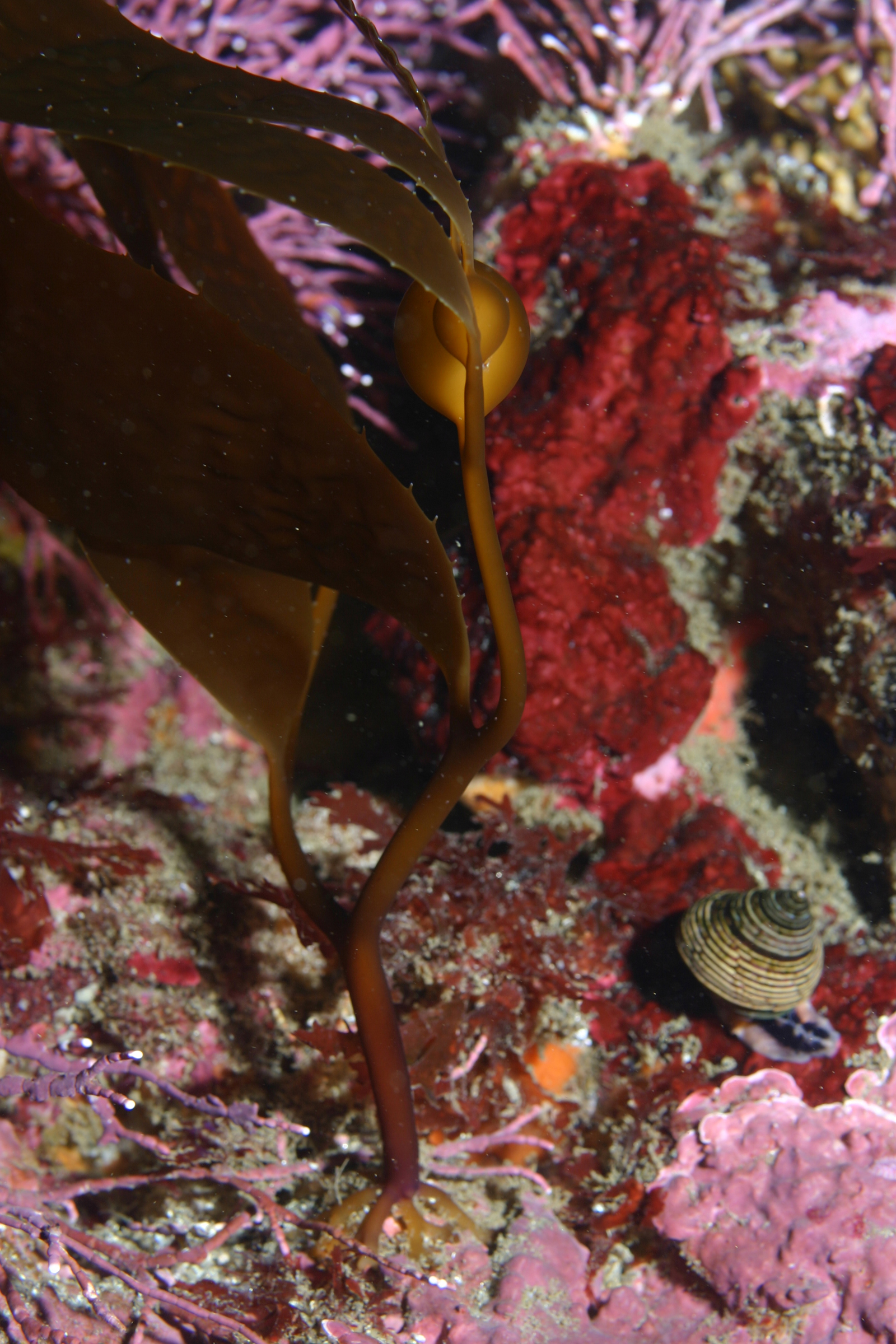
juvenilní bobulák u Point Lobos/Whaler's Cove
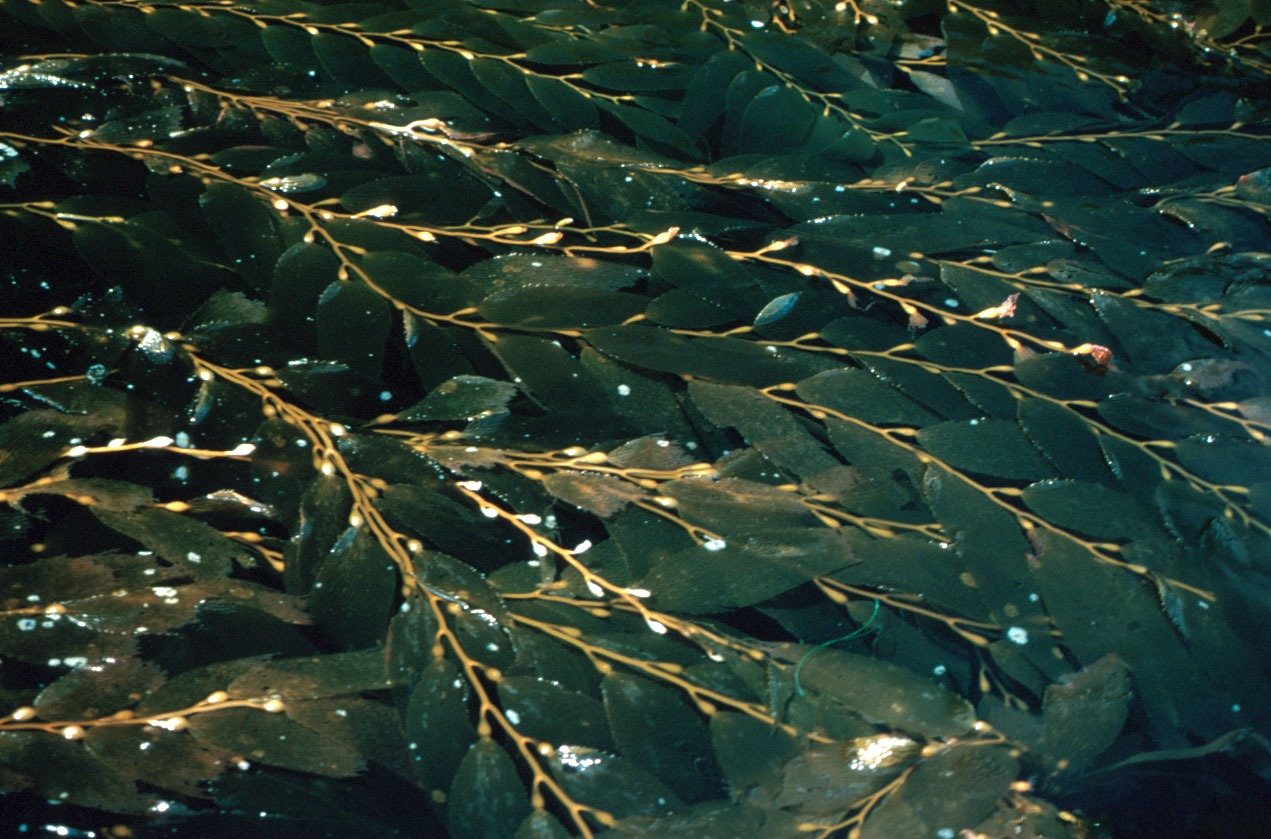
bobuláky při hladině
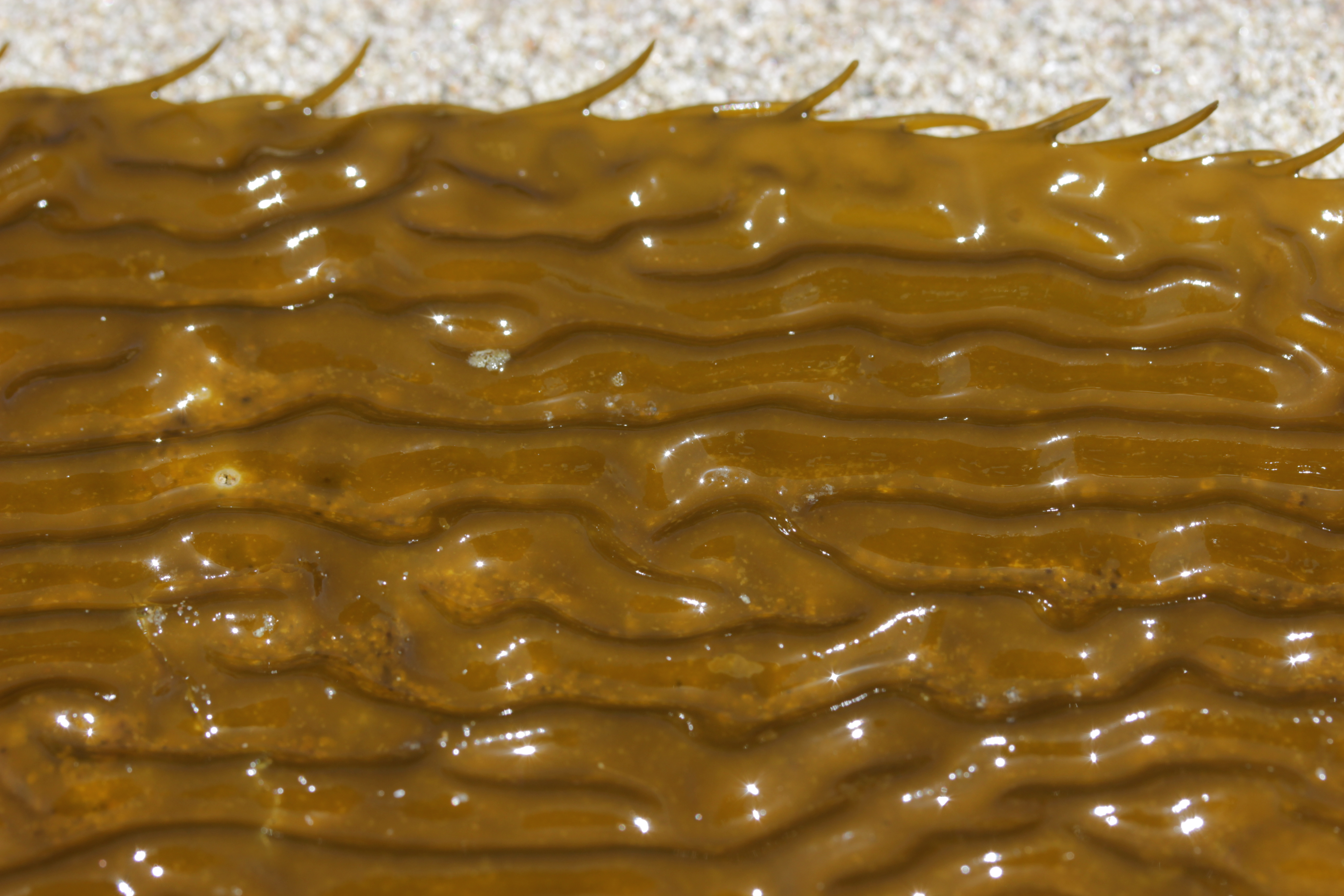
část pilovitého a krabatého fyloidu bobuláku
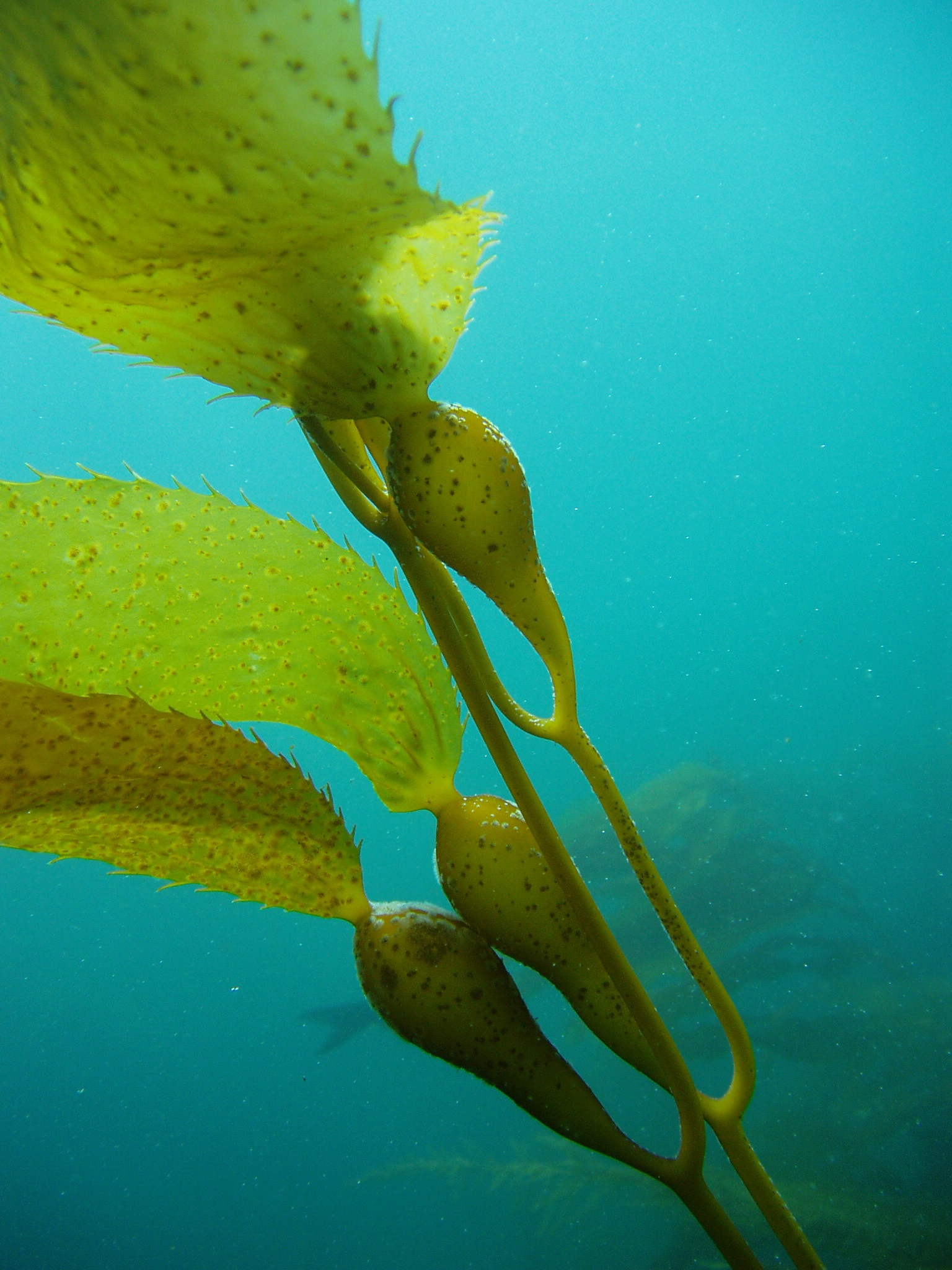
vzduchové měchýře
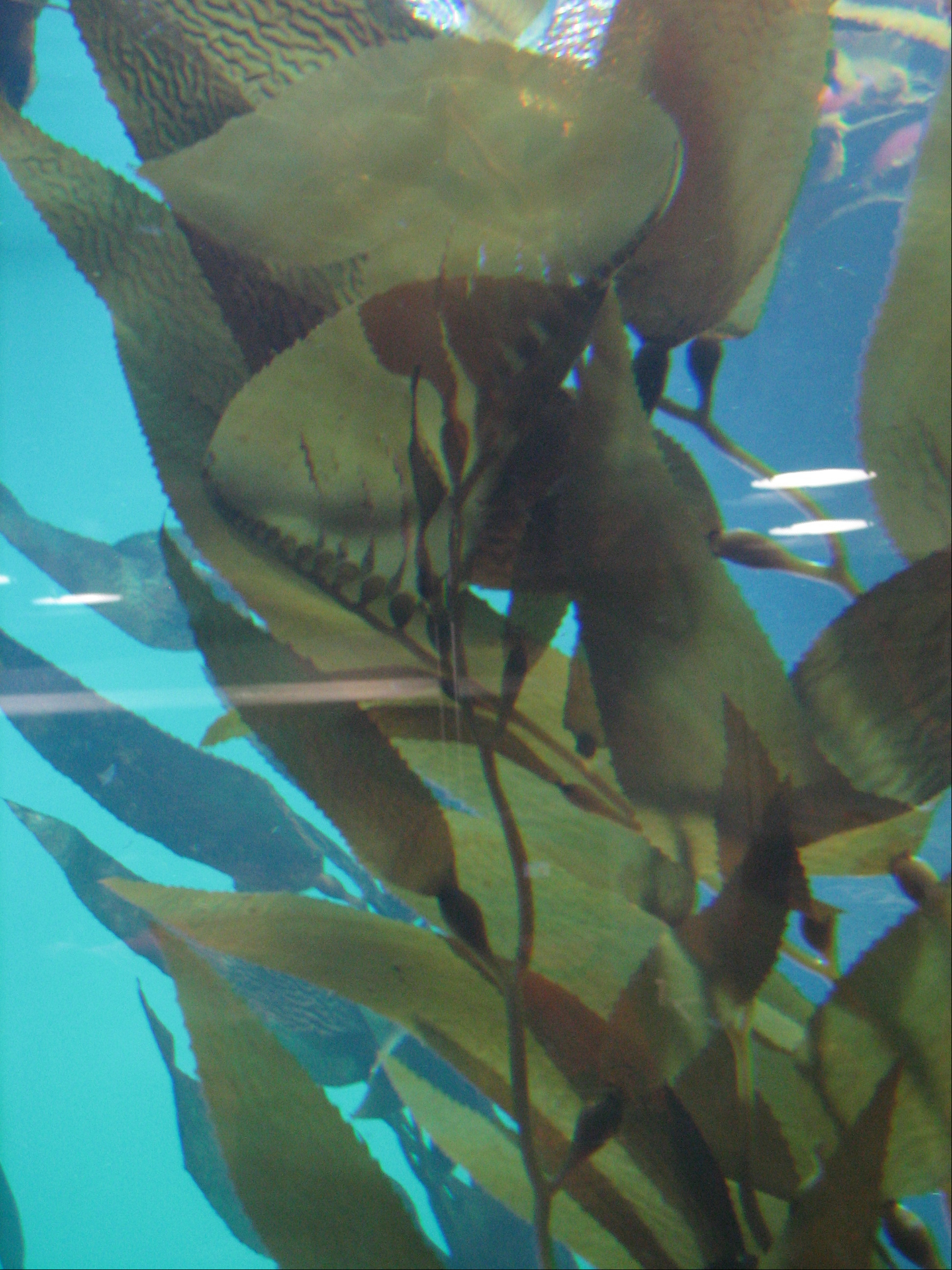
terminální fyloid (plastový model)
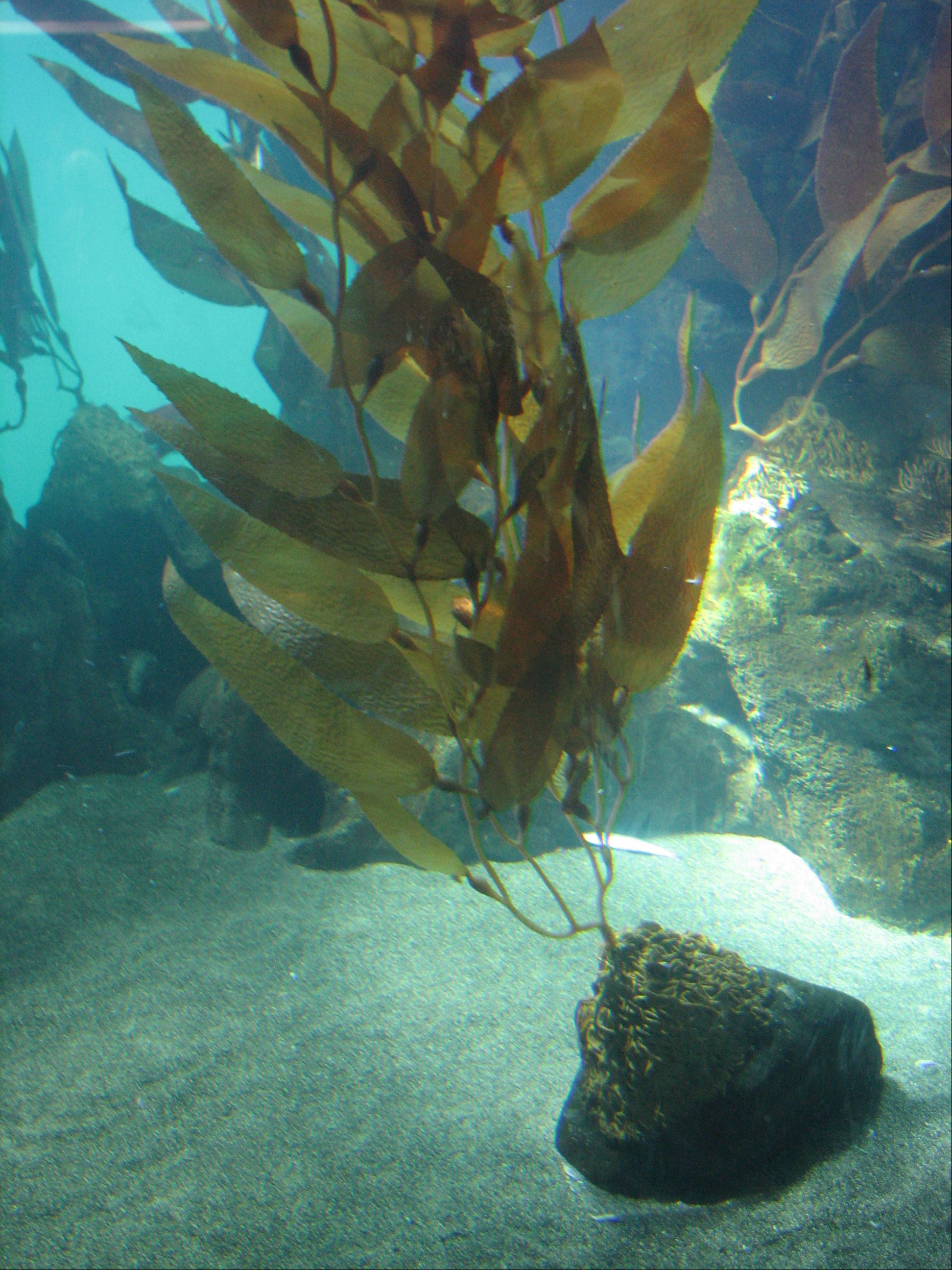
hapterový systém (plastový model)
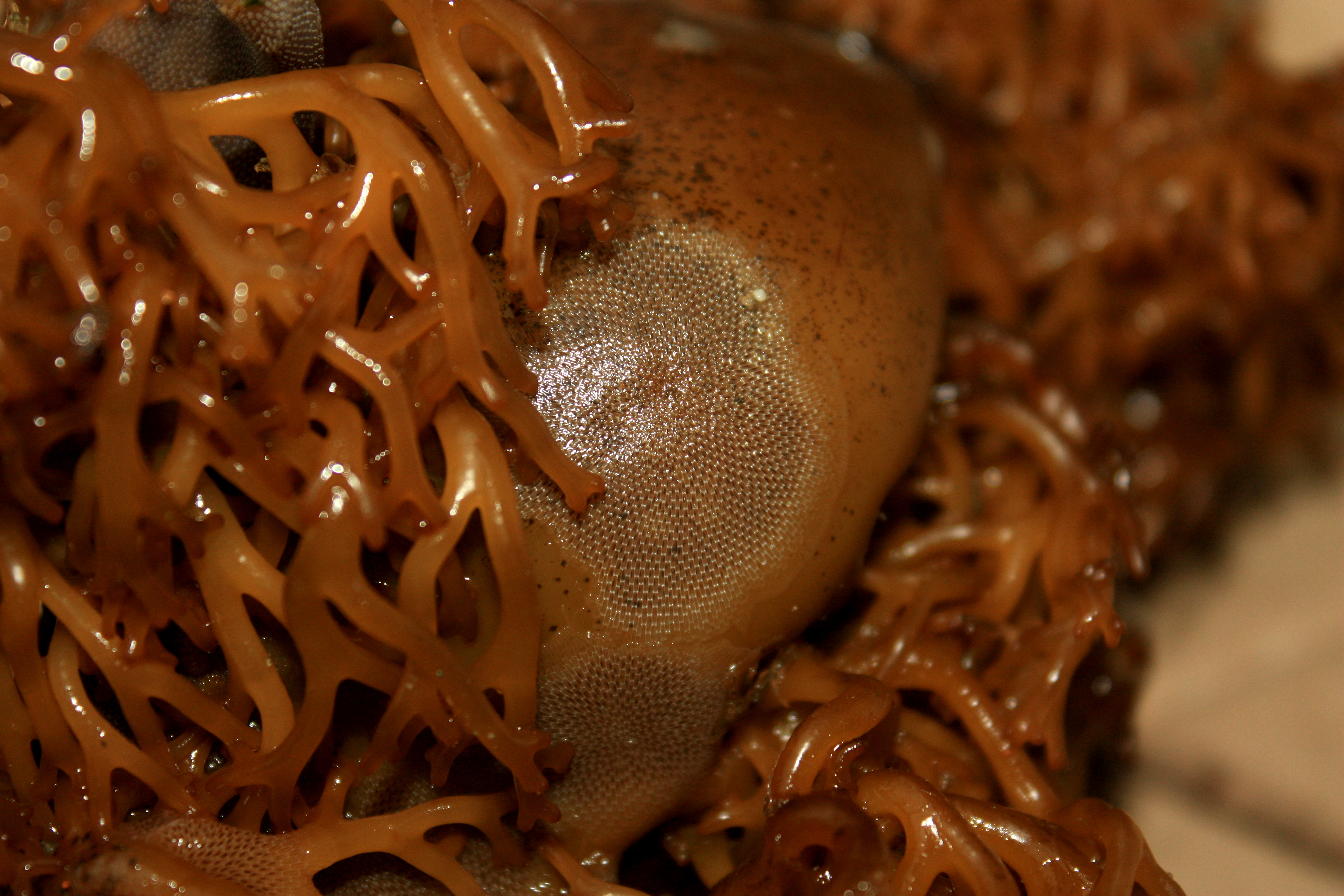
kolonie mechovců Membranipora isabelleana v rhizoidech
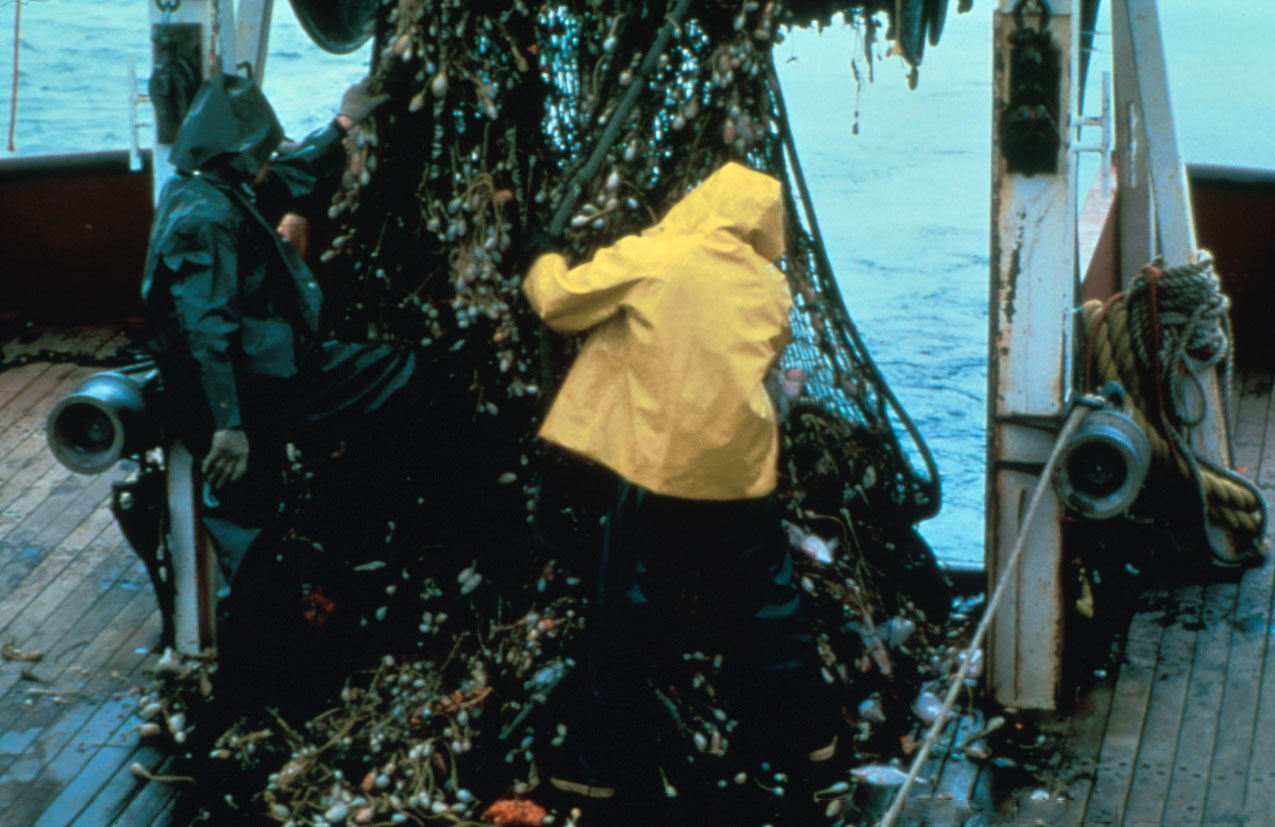
těžba chaluh
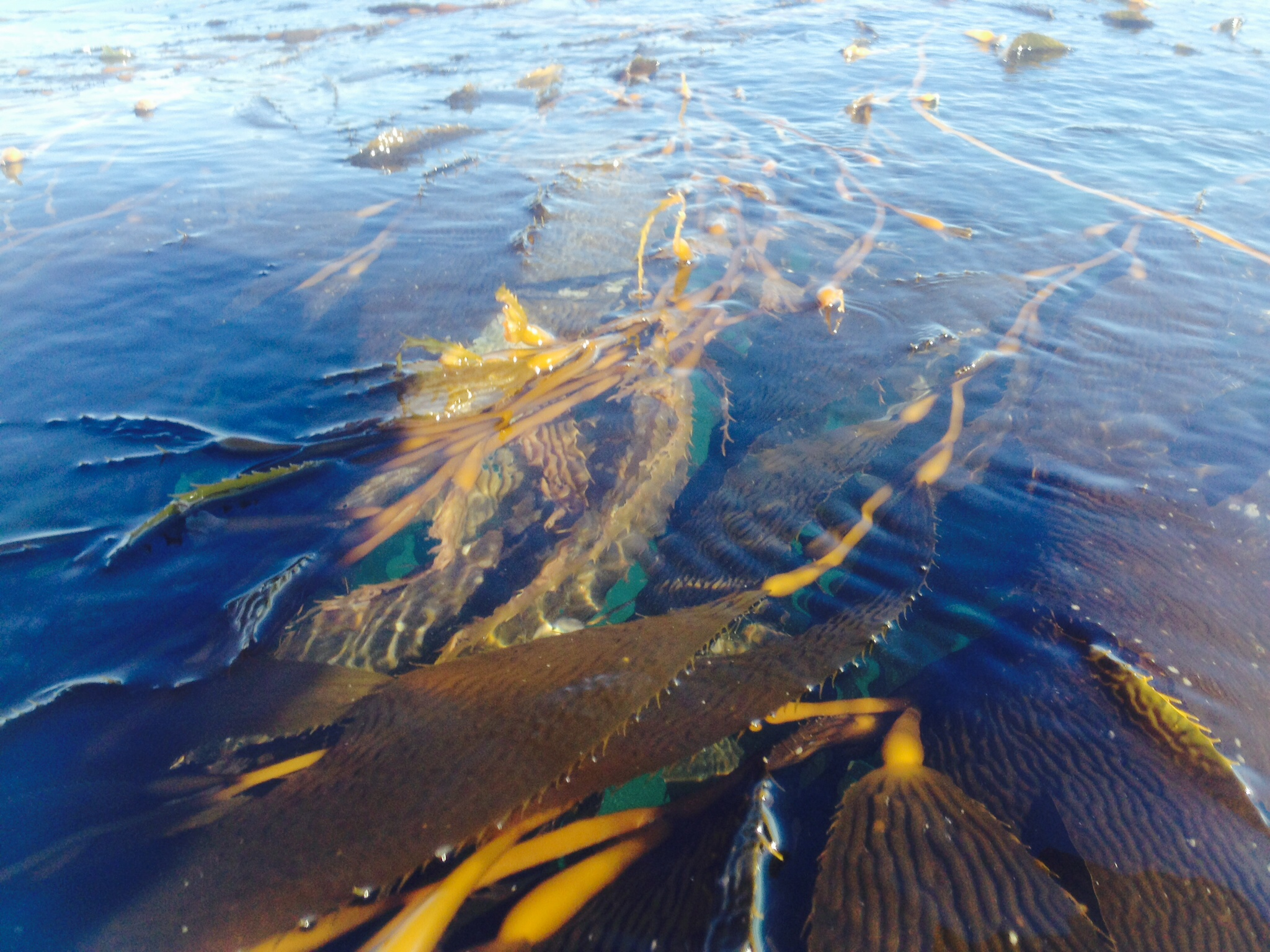
bobulák u přístavu v Santa Cruz